# Mi Amore Angelica
Mi Amore Angelica is een single van Tony Winter. Tony Winter bracht een aantal singles onder eigen naam uit, voordat hij zich rond 1977 ging bemoeien met de loopbaan van Emly Starr. Mi Amore Angelica was het enige plaatje dat onder naam van Tony Winter de hitparade wist te halen. In de Vlaamse top 10 bereikte het net de top.

## Hitnotering

### BelgischeBRT Top 30
| Hitnotering: 25-5-1974 t/m 5-7-1974 | Hitnotering: 25-5-1974 t/m 5-7-1974 | Hitnotering: 25-5-1974 t/m 5-7-1974 | Hitnotering: 25-5-1974 t/m 5-7-1974 | Hitnotering: 25-5-1974 t/m 5-7-1974 | Hitnotering: 25-5-1974 t/m 5-7-1974 | Hitnotering: 25-5-1974 t/m 5-7-1974 | Hitnotering: 25-5-1974 t/m 5-7-1974 |
| Week:                               | 1                                   |                                     |                                     |                                     | 2                                   | 3                                   |                                     |
| ----------------------------------- | ----------------------------------- | ----------------------------------- | ----------------------------------- | ----------------------------------- | ----------------------------------- | ----------------------------------- | ----------------------------------- |
| Positie:                            | 30                                  | x                                   | x                                   | x                                   | 30                                  | 27                                  | uit                                 |